# Polycricus floridanus
Polycricus floridanus är en mångfotingart som beskrevs av Cook 1899. Polycricus floridanus ingår i släktet Polycricus och familjen storjordkrypare.
Artens utbredningsområde är Kuba. Inga underarter finns listade i Catalogue of Life.